# Effectif actuel des Flames de Calgary
| No    | Nom                    | Nat. | Position      | Arrivée                          | Salaire        |
| ----- | ---------------------- | ---- | ------------- | -------------------------------- | -------------- |
| +025, | Jacob Markström        |      | Gardien       | 2020 - Agent libre               | +06 000 000, $ |
| +080, | Daniel Vladař          |      | Gardien       | 2021 - Bruins de Boston          | +00750 000, $  |
| +003, | Connor Mackey          |      | Défenseur     | 2020 - Agent libre               | +00912 500, $  |
| +004, | Rasmus Andersson       |      | Défenseur     | 2015 - Repêchage                 | +04 550 000, $ |
| +008, | Christopher Tanev – A  |      | Défenseur     | 2020 - Agent libre               | +04 500 000, $ |
| +016, | Nikita Zadorov         |      | Défenseur     | 2021 - Blackhawks de Chicago     | +03 750 000, $ |
| +026, | Michael Stone          |      | Défenseur     | 2019 - Agent libre               | +00750 000, $  |
| +052, | MacKenzie Weegar       |      | Défenseur     | 2022 - Panthers de la Floride    | +03 250 000, $ |
| +055, | Noah Hanifin           |      | Défenseur     | 2018 - Hurricanes de la Caroline | +04 950 000, $ |
| +058, | Oliver Kylington       |      | Défenseur     | 2015 - Repêchage                 | +02 500 000, $ |
| +010, | Jonathan Huberdeau – A |      | Ailier gauche | 2022 - Panthers de la Floride    | +05 900 000, $ |
| +011, | Mikael Backlund – A    |      | Centre        | 2007 - Repêchage                 | +05 350 000, $ |
| +017, | Milan Lucic            |      | Ailier gauche | 2019 - Oilers d'Edmonton         | +05 250 000, $ |
| +020, | Blake Coleman          |      | Centre        | 2021 - Agent libre               | +04 900 000, $ |
| +021, | Kevin Rooney           |      | Centre        | 2022 - Agent libre               | +01 300 000, $ |
| +022, | Trevor Lewis           |      | Centre        | 2021 - Agent libre               | +00800 000, $  |
| +024, | Brett Ritchie          |      | Ailier droit  | 2021 - Agent libre               | +00750 000, $  |
| +028, | Elias Lindholm – A     |      | Centre        | 2018 - Hurricanes de la Caroline | +04 850 000, $ |
| +029, | Dillon Dubé            |      | Centre        | 2019 - Repêchage                 | +02 300 000, $ |
| +063, | Adam Růžička           |      | Centre        | 2017 - Repêchage                 | +00762 500, $  |
| +073, | Tyler Toffoli          |      | Ailier droit  | 2022 - Canadiens de Montréal     | +04 250 000, $ |
| +088, | Andrew Mangiapane      |      | Ailier gauche | 2015 - Repêchage                 | +05 800 000, $ |
| +091, | Nazem Kadri            |      | Centre        | 2022 - Agent libre               | +07 000 000, $ |

1. ↑  Effectif des Flames de Calgary sur flames.nhl.com
2. ↑  (en) « Calgary Flames Salary Cap by Year », sur www.spotrac.com (consulté le 18 décembre 2016).
3. ↑  (en) « Effectif actuel des Flames de Calgary », sur Eliteprospects.com
4. ↑  (en) « Calgary Flames », sur www.capfriendly.com (consulté le 23 mars 2022).